# Скер Глоу
Скер Глоу (Scare Glow) је лик из Мателове линије играчака под насловом Господари свемира. Његово име на енглеском значи „светло страха“. Кратки опис лика из 1987. гласи „зли дух Скелетора“, а занимљив је по томе што светли у мраку.
Као и многе друге фигуре, Скер Глоу је издат с мини-стрипом у ком се једноставно појављује, а да му порекло није образложено. У Мателовом упутству за носиоце лиценце сазнајемо да је Скер Глоу „зли светлећи дух“ и да га је начинио Скелетор „по свом лику, не би ли страшио путнике на стазама Етерније. Скер Глоу је невидљив током дана, али светли по ноћи“. Оружје му се зове „Штап духа“ (Spirit Staff).